# Dobârlău
Dobârlău è un comune della Romania di 2243 abitanti, ubicata nel distretto di Covasna, nella regione storica della Transilvania.
Il comune è formato dall'unione di 4 villaggi: Dobârlău, Lunca Mărcușului, Mărcuș, Valea Dobârlăului.